# Cigeľka
Cigeľka (snarare Cigelka, på rusinska Цигелка) är en by och kommun i Slovakien i distriktet Bardejov med rusiner och romer. Den ligger i dalen av floden Oľchovec under berget Busov (1002 m över havet) nära slovakiska-polska gränsen. 

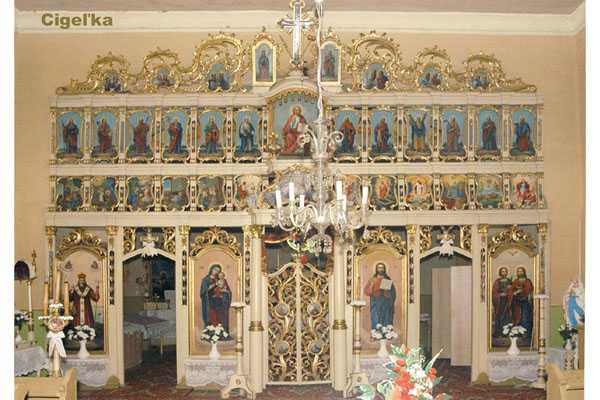
Ikonostas  Kosmas och Damian kyrkan i Cigeľka
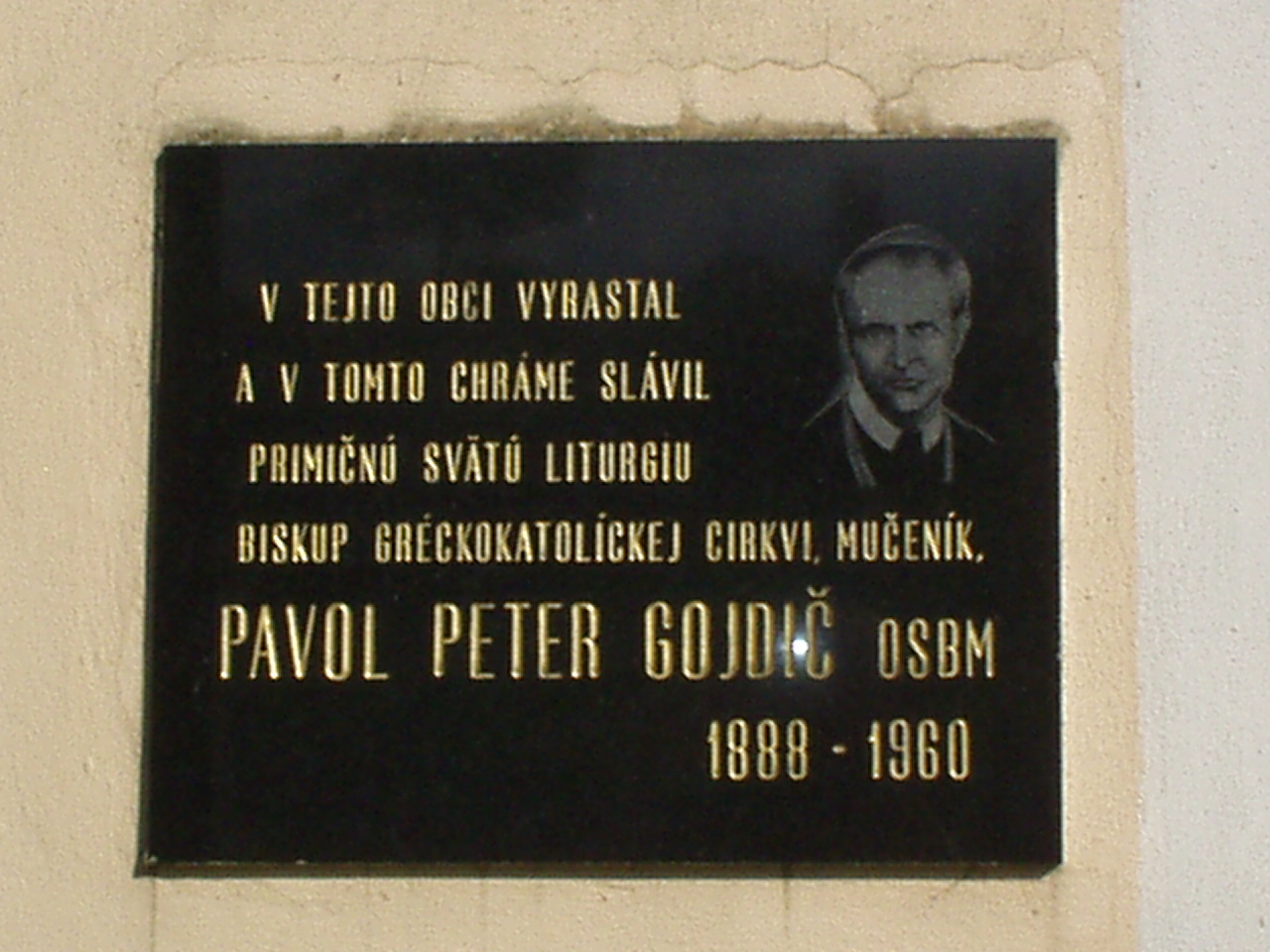
Minnestavla på väggen på Cosmas och Damian kyrkan i Cigeľka
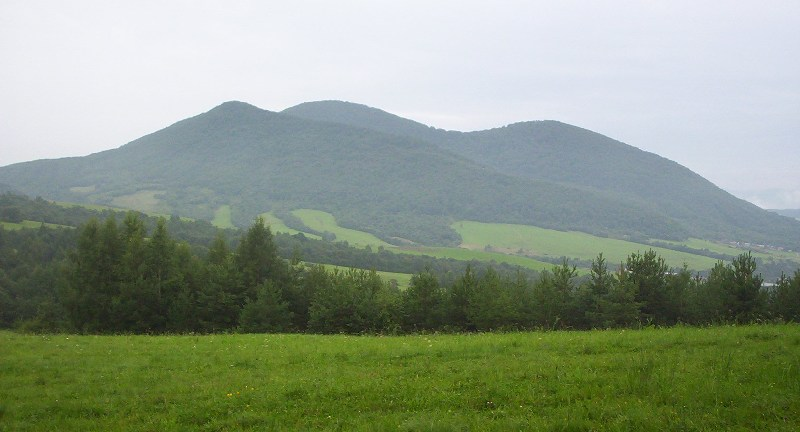
Berget Busov ovanför Cigeľka